# Forrester Harvey
Forrester Harvey (né dans le Comté de Cork, en Irlande, le 27 juin 1884; mort le 14 décembre 1945 à Laguna Beach, en Californie) est un acteur irlandais.

## Biographie
Il est apparu dans 117 films entre 1922 et 1946, dont deux réalisés par Alfred Hitchcock. Il a souvent interprété des rôles de cockney.

## Filmographie partielle
- 1927 : Le Ring (The Ring) d'Alfred Hitchcock : Harry
- 1928 : Moulin Rouge, d'Ewald André Dupont : Le touriste
- 1931 : Guilty Hands de W. S. Van Dyke
- 1931 : Chances d'Allan Dwan
- 1932 : La Belle de Saïgon (Red Dust) de Victor Fleming : Limey
- 1932 : Kongo de William J. Cowen
- 1932 : Chagrin d'amour (Smilin' Through), de Sidney Franklin : Le domestique
- 1932 : Tarzan, l'homme-singe (Tarzan the ape man) de W. S. Van Dyke : Beamish
- 1933 : L'Homme invisible (The Invisible Man) de James Whale : M. Hall
- 1933 : Destination inconnue (Destination Unknown), de Tay Garnett : Ring
- 1933 : Dans la purée de Londres (Blind Adventure) de Ernest B. Schoedsack
- 1933 : L'Aigle et le Vautour (The Eagle and the Hawk) de Stuart Walker : Hogan
- 1933 : Club de minuit (Midnight Club) d'Alexander Hall et George Somnes (en)
- 1934 : Menaces (Menace) de Ralph Murphy
- 1934 : You Can't Buy Everything de Charles Reisner
- 1935 : Capitaine Blood (Captain Blood) de Michael Curtiz : Honesty Nuttal
- 1935 : Aller et Retour (The Gilded Lily) de Wesley Ruggles : Hugo
- 1935 : The Perfect Gentleman de Tim Whelan
- 1935 : Jalna de John Cromwell
- 1936 : Le Pacte (Lloyd's of London), de Henry King : Percival Potts
- 1936 : Ce que femme veut (Love Before Breakfast) de Walter Lang
- 1936 : White Hunter d'Irving Cummings
- 1937 : Valet de Cœur (Personal Property) de W. S. Van Dyke : Herbert Jenkins
- 1937 : Le Jockey rouge (Thoroughbreds Don't Cry) d'Alfred E. Green : Wilkins
- 1938 : M. Moto dans les bas-fonds (Mysterious Mr. Moto) de Norman Foster : George Higgins
- 1938 : Un conte de Noël (A Christmas Carol) d'Edwin L. Marin
- 1939 : The Lady's from Kentucky d'Alexander Hall
- 1940 : Les As d'Oxford (A Chump at Oxford) d'Alfred J. Goulding : Meredith, le valet de Lord Paddington
- 1940 : Rebecca d'Alfred Hitchcock : Chalcroft
- 1940 : Little Nellie Kelly de Norman Taurog : Moriarity
- 1941 : Docteur Jekyll et M. Hyde (Dr. Jekyll and Mr. Hyde) de Victor Fleming : Old Prouty
- 1941 : Free and Easy de George Sidney : Briggs
- 1941 : Le Loup-garou (The Wolf Man) de George Waggner : Twiddle
- 1941 : Mercy Island de William Morgan : Capitaine Lowe
- 1946 : La Vie passionnée des sœurs Brontë (Devotion) de Curtis Bernhardt : Hoggs